# Castillo de Yanguas
El castillo de Yanguas es un fortaleza medieval ubicada en la localidad española de igual nombre, en la provincia de Soria.

## Historia
El castillo, fechado probablemente en el siglo XIV, fue propiedad de don Pedro y don Diego de Jiménez, descendientes de los reyes navarros. Pasó después al duque de Abrantes y desde 1366 pasa a ser propiedad de don Juan Ramírez de Arellano como señor de los Cameros y de sus descendientes, como don Carlos y doña Juana de Zúñiga, condes de Aguilar y señores de Yanguas, entre otros.
El castillo ocupa un lugar estratégico de buena defensa natural al estar flanqueado el espolón en el que se asienta, entre dos arroyos a norte y sur y el Río Cidacos por el este. Está reforzado por una muralla y posee un control estratégico del paso natural que supone el Río Cidacos como punto de penetración hacia la cuenca del Ebro. Debió de jugar un importante papel durante toda la Edad Media. Fue incendiado durante la francesada y más recientemente desaparecieron unos escudos que adornaban las balconadas. Desde 2001 se realizan labores de consolidación de las ruinas y de rehabilitación.

## Descripción
En principio puede considerarse toda la obra del siglo XIV, tratándose de un magnífico ejemplar de castillo construido en tapial según técnicas de tradición musulmana. Conserva todo su recinto interior de planta casi cuadrada flanqueada por cuatro torreones, también cuadrados, uno de ellos de base más ancha constituye la Torre del Homenaje. Las torres sobresalen ligeramente de las paredes que los unen y cubierto en su totalidad por almenas. Está realizado en tapial y rodeado por una barrera muy deteriorada que aún se puede apreciar en algunos puntos. En el marco de un hueco del tapial pueden aún apreciarse dos escudos de armas. 
Todavía subsisten tres caras de su recinto exterior, también de tapial y la portada de acceso a una de ellas. En las excavaciones realizadas en el castillo durante su consolidación se encontraron gran número de columnas que rodeaban el patio interior de éste. Se consolidaron los muros y se han eliminado construcciones adosadas no originales de la fachada este y de la barbacana por el lado oeste. Aunque se contemplaba habilitar una torre para recibir a los visitantes, no llegó a realizarse, ya que durante la retirada de escombros aparecieron el empedrado y restos de las columnas en el patio de armas, que obligaron a emplear los fondos en su estudio y excavación. 